# قانون کفرگویی

بدون قوانین توهین به مقدسات
قوانین توهین به مقدسات لغو شده است
محدودیت‌های فرعی
جریمه و محدودیت
احکام زندان
احکام اعدام

قانون کفرگریی یا قانون ممنوعیت توهین به مقدسات، قانونی است که آزادی بیان در خصوص توهین به مقدسات، شخصیت‌های مذهبی، مفاهیم، آداب و باورهای مذهبی را محدود می‌کند.
در برخی کشورها به ویژه کشورهای اسلامی، کفرگویی، جرم محسوب می‌شود. برای مثال در پاکستان، اعدام از جمله مجازات کفرگویی است. در برخی کشورهای دیگر، کفرگویی جرم نیست. برای مثال در ایالات متحده آمریکا، تعقیب فرد به خاطر کفرگویی با قانون اساسی تناقض دارد. در بریتانیا قانون کفرگویی در سال ۲۰۰۸ لغو شد.

## ایالات متحده آمریکا
در قانون اساسی ایالات متحده آمریکا، قانونی برای مجازات توهین‌کنندگان به مقدسات وجود ندارد. در متمم اول قانون اساسی ایالات متحده آمریکا آمده است:

Congress shall make no law respecting an establishment of religion, or prohibiting the free exercise thereof; or abridging the freedom of speech, or of the press; or the right of the people peaceably to assemble, and to petition the Government for a redress of grievances.

کنگره در خصوص تشکیل مذهب [به‌صورت ملی]، یا منع پیروی آزادانه از آن یا محدود ساختن آزادی بیان یا مطبوعات یا حق مردم برای برپایی اجتماعات آرام و دادخواهی از حکومت برای جبران خسارت هیچ قانونی وضع نمی‌کند.

## هلند
قانون کفرگویی در هلند تا نوامبر ۲۰۱۲ طبق ماده ۱۴۷ قانون مجازات هلند، تا ۳ ماه زندان یا ۳۸۰۰ یورو جریمه در نظر گرفته بود. ولی در نوامبر ۲۰۱۲، مجلس قانون‌گذاری هلند قانون کفرگویی را ملغی کرد.
این قانون در سال ۱۹۳۰ هنگامی که حزب کمونیست خواستار حذف کریسمس از روزهای تعطیل سال شده بود، تصویب گردید. آخرین باری که این قانون مورد استفاده قرار گرفت در دهه ۱۹۶۰ بود که در آن یک روزنامه دانشجویی به خاطر طعنه به عهد عتیق، ۱۰۰ گیلدر جریمه شد.

## آلمان
توهین به مقدسات در آلمان بر اساس فصل بند ۱۶۶ قانون مجازات آلمان جرم تلقی می‌شود. بر اساس این بند توهین (منظور فحاشی) به مقدسات در صورتی که آرامش جامعه را به خطر بیندازد، با مجازات همراه خواهد بود که از جریمهٔ نقدی تا ۳ سال زندان متغیر است. نکته‌ای که باید در اینجا در نظر گرفت اصل آزادی هنری است که در آلمان، به عنوان یکی از حقوق شهروندی مورد احترام است. طبق این اصل هر کسی آزاد است سخنان خود در زمینهٔ هنر، دانش و تحقیقات، بدون هیچ محدودیتی بیان کند.

### مانفرد وان
در سال ۲۰۰۴، مانفرد وان به دلیل توهین به قرآن بر همین اساس در دادگاهی در لودینگ‌هاوزن به یک سال زندان و ۳۰۰ ساعت خدمات اجتماعی محکوم گردید. وی یک مجرم سابقه دار بود که به دلایلی که در رسانه‌ها اعلام نشد، شش سال را در زندان سپری کرده بود.

## فنلاند
بر اساس ماده ۱۰ از فصل ۱۷ قانون مجازات فنلاند، توهین به مقدسات در آن کشور جرم تلقی می‌شود.
در سال ۱۹۶۹، «هارو کوشنین» به دلیل انتشار کاریکاتوری از مسیح جریمه شد.
در سال ۲۰۰۸، سپو لهو به دلیل انتشار مطالبی که توهین به مقدسات مسلمانان و نفرت پراکنی شناخته شد به دو سال و چهار ماه زندان محکوم گردید. قاضی اقدامات وی را توهین و تحریک مسلمانان به دلیل انتشار مطالبی دانست که مقدسات مسلمانان را هدف قرار داده بود. وی با اتهامات سنگین دیگری هم مواجه بود.

## ایرلند
توهین به مقدسات در بر اساس ماده ۴۰.۶.۱.i. از قانون اساسی ۱۹۳۷ ایرلند ممنوع تلقی می‌شود. قانون ممنوعیت اظهارات نفرت انگیزانه (۱۹۸۹) نیز توهین به مقدسات را ممنوع دانسته است. اما این قانون طی همه پرسی در ایرلند در سال ۲۰۱۸ با ۶۵ درصد آراء، ملغی اعلام شد.

## یونان
قانون مجازات یونان در بندهای ۱۹۸ تا ۲۰۱، مجازات‌هایی برای توهین به مقدسات ادیان در نظر گرفته‌است. این قانون توهین به مقدسات تمام ادیانی که پیراوان قابل توجهی در یونان دارند از جمله ادیان ابراهیمی را در بر می‌گیرد. مجازات در نظر گرفته شده برای توهین به ادیان، تا ۲ سال زندان است.
در سال ۲۰۰۳، گرهارد هادر که یک کاریکاتویست اتریشی بود به دلیل کشیدن کاریکاتورهایی با موضوع مسیح مورد اتهام واقع شد.

## ایتالیا
توهین به مقدسات در ایتالیا بر اساس ماده ۷۲۴ قانون مجازات جرم تلقی شده و با جریمه نقدی مجازات می‌شود.